# Provinciaal Veiligheidsinstituut (bouwwerk)
Het Provinciaal Veiligheidsinstituut is een bouwwerk en onroerend erfgoed in het stadscentrum van Antwerpen. Het naoorlogs modernistisch bouwwerk was in 1946 het debuutontwerp van de architecten Marc Appel en Jan Welslau. Het tentoonstellings- en educatiegebouw werd ingeplant op een perceel tussen de Jezusstraat en de Kipdorpvest. Opdrachtgever was het provinciebestuur van Antwerpen, aannemer was Gebroeders Van Laere onder toezicht van provinciaal architect Leon Van Santvoort. Het gebouw werd opgericht tussen 1950 en 1953.
Het was van de inhuldiging op 7 februari 1954 tot eind 2015 de zetel van het Provinciaal Veiligheidsinstituut van het Antwerps provinciebestuur waarna het door deze laatste werd verkocht. Na twee doorverkopen en niet gerealiseerde projecten werd in 2021 de koop afgerond met de KU Leuven die het bouwwerk omvormde tot een onderdeel van de campus Antwerpen van de universiteit. Als Katholieke Universiteit Leuven Campus Antwerpen Opera opende het in februari 2024 met les- en groepswerkfaciliteiten en een leercentrum.

## Geschiedenis
Sinds 1926 leefde binnen het Antwerps provinciebestuur de nood het grote aantal arbeidsongevallen in de Antwerpse haven te reduceren door een instelling die vormt in arbeidsveiligheid en ongevalspreventie. In 1930 werd een commissie geïnstalleerd voor de oprichting van een "veiligheidsmuseum" naar het gelijknamig voorbeeld in Amsterdam. In 1938 wordt een eerste tentoonstelling ingericht in de lokalen van het “Provinciaal Gezondheidsgesticht” aan de Nationalestraat, tegenwoordig de vestiging van het Instituut voor Tropische Geneeskunde. Als meer definitieve oplossing werd een pand gekocht in de Kolveniersstraat. 
Op 4 juli 1942 wordt het nieuwe Veiligheidsmuseum officieel voor het publiek geopend. Reeds enkele maanden laden waren uitbreidingswerken nodig waarbij op de site restanten van het 17de-eeuwse Kolveniershof werden aangetroffen. Het was een opportuniteit het bouwwerk te restaureren en integreren met het aanpalende Rubenshuis, in 1937 door de stad aangekocht en in volle renovatie tot museum. In 1946 opende het Rubenshuis als museum en werden de gebouwen van het veiligheidsmuseum van de provincie geruild voor een bouwterrein van 1500 m², stadseigendom tussen de Jezusstraat en de Kipdorpvest. Nog datzelfde jaar schreef het provinciebestuur een architectuurwedstrijd uit voor een nieuw bouwwerk dat noch het uiterlijk van een museum, noch een industrieel bouwwerk mocht lijken en ruimte kon bieden voor een tentoonstellingszaal, modelwerkplaatsen voor metaal- en houtbewerking, een auditorium en klaslokalen. Het hele gebouw moest tentoonstellingen kunnen huisvesten in veiligheidseducatie. Er werden drie ontwerpen ingezonden, waaruit het ontwerp van de jonge, pas gediplomeerde architecten Marc Appel en Jan Welslau werd geslecteerd. De laureaten leverden een bouwplan dat in oktober 1949 goedgekeurd werd door de provincieraad. De bouwvergunning werd verleend in februari 1950, en tussen 1950 en 1953 werd het bouwwerk gerealiseerd. Ondertussen is de naam "veiligheidsmuseum" gewijzigd in "Provinciaal Veiligheidsinstituut van Antwerpen" (PVI). 
De plechtige inhuldiging vond plaats op 7 februari 1954, met lovende persrecensies. De toonaangevende architect Renaat Braem sprak lovend over de ‘uiteindelijke doorbraak van de moderne architectuur in onze gewesten'.
Het Provinciaal Veiligheidsinstituut werd ook gastheer van andere tentoonstellingen. In de grote tentoonstellingszaal was van 1972 tot 1988 het Diamantmuseum gevestigd. In 1988 verhuisde het naar een andere locatie in de Lange Herentalsestraat in de Diamantwijk. Het complex van het Provinciaal Veiligheidsinstituut onderging een ingrijpende verbouwing en renovatie in 1992, met wijziging van het hoofdportaal aan de Jezusstraat, met verwijdering van de reliëfs op het gelijkvloers en afsplitsing van het gelijkvloerse niveau van de grote tentoonstellingszaal, wat werd omgevormd tot de zogenaamde "Fabiolazaal", die sindsdien exposities van uiteenlopende aard toeliet. 
De provincie beslist begin 2015 te besparen door de site in het stadscentrum te verkopen en verhuist het PVI in het najaar van 2015 van de Jezusstraat naar het Coveliersgebouw in de Boomgaardstraat in Berchem. Het Coveliersgebouw wordt op 14 oktober 2016 ingehuldigd.
In januari 2016 wordt het pand aangekocht door Sunny Europe van het provinciebestuur voor een prijs van 4,2 miljoen euro. Sunny Europe had de intentie er onder de nieuwe merknaam Oyaya in 2017 een winkel te openen in het stadscentrum met luxueuze merkproducten voor de maritieme sector.  De plannen gingen evenwel niet door en de site werd doorverkocht aan de projectontwikkelaar Alphastone, die in augustus 2019 een ontwerp indient bij het Antwerps stadsbestuur voor een omgevingsvergunning in het gebouw 3.700 m² kantoorruimten in de vormte van co-working spaces aan te bieden, met reca op het gelijkvloers aan de Jezusstraat en de centrale ruimte, culturele voorzieningen in de centrale kelderruimte en een dakterras op het hoogste platte dak langs de Jezusstraat. Het stadsbestuur verleent de vergunning in november 2019 maar ook deze plannen worden niet gerealiseerd. Begin 2021 verkoopt Alphastone de site aan de KU Leuven die er een derde site voor de campus Antwerpen van de universiteit wenst te openen met ruimte voor onderwijsactiviteiten en studentenvoorzieningen. In het bouwwerk wordt een leercentrum met studeerruimtes en groepswerklokalen ingericht, ontspanningsruimte in een ruime agora, eetgelegenheid op het gelijkvloers, een ruime bibliotheek en verschillende leslokalen. Ook vakspecifieke lokalen zoals practicaruimte met tolkencabines, taallabo’s en een multifunctionele ruimte voor onder meer de opleiding Vlaamse Gebarentaal (als aanvulling op de Campus Sint-Jacob). KU Leuven, die de site als Katholieke Universiteit Leuven Campus Antwerpen Opera aanduidt, opende het leercentrum in februari 2024.

## Bouwkundige structuur
Het complex heeft vier bouwlagen en is volledig onderkelderd. De westvleugel heeft een hoofdportaal in de Jezusstraat en was oorspronkelijk de locatie van de administratieve diensten. Een ondiepe langgerekte oostvleugel aan de Kipdorpvest werd ontworpen met auditorium, modelwerkplaatsen en klaslokalen. Tussen beide vleugels ligt een grote trapezoïdale grote tentoonstellingshal. De functionalistische architectuur uit zich onder meer in een gestroomlijnde lijnvoering, edel materiaalgebruik met opvallende zwart-witcontrasten, en een monumentale allure door de integratie van beeldhouwwerk in de façade-opstanden. Het bouwwerk en de dakgebinten van de tentoonstellingshal hebben een structuur van gewapend beton.
Het gevelfront zijde Jezusstraat bestond uit drie lagen. Gelijkvloers een oorspronkelijk open portaal met gevelbreed trappenbordes uit graniet. Op de zijwanden van het portaal waren oorspronkelijk twee reliëfs gecreëerd door Aimé De Martelaere, links het wapen van het Provinciaal Veiligheidsinstituut bestaande uit een draak neergeslagen door een arbeider en rechts een jonge arbeider in hulde voor het provinciewapen. Deze reliëfs werden na de verbouwing van 1992 binnen in het gebouw geïntegreerd. Als tweede laag de eerste en tweede verdieping met rond de grote vensterpartijen een doorlopende reeks expressionistische reliëfs die de werkzaamheden van de arbeider en zijn werktuigen voorstellen in ontwerp van Remy Cornelissen. Als derde laag werd boven de overkragende kroonlijst een attiek geconstrueerd.
Zijde Kipdorpvest heeft een langgerekt, dertien traveeën breed gevelfront een symmetrisch opzet, met kleur- en textuurcontrast door witte natuursteen en blauwe hardsteen. In de middenas een hardstenen reliëf van Cyriel De Brauwer met verbeelding van havenarbeid, de weef- en diamantnijverheid, en de bescherming van de arbeid.
Centraal in het bouwwerk een grote tentoonstellingszaal met een langgerekte, licht trapezoïdale plattegrond, oorspronkelijk als een ‘vide’ zonder steunpunten uitgestrekt over vier niveaus, volledig omringd door galerijen. De totale tentoonstellingsoppervlakte bedroeg 2200 m², waarvan 620 m² op de begane grond en van 320 tot 450 m² op de verdiepingen. Een bordestrap ontsluit de verschillende niveaus en de kelderverdieping. De oorspronkelijk drie omlopende galerijen hebben afgeronde hoeken, en beglaasde metalen borstweringen. Een glas-in-betonkoepel, opgehangen aan de betonnen dakgebinten overspant de ruimte, oorspronkelijk met wanden uit witte natuursteen en een marmeren vloer in dambordpatroon. Bij de restauratie in 1992 werd het gelijkvloers omgebouwd tot een aparte zaal, de Fabiolazaal, en werd de galerij van de eerste verdieping de nieuwe basis van de tentoonstellingszaal (met nog maar twee galerijen).

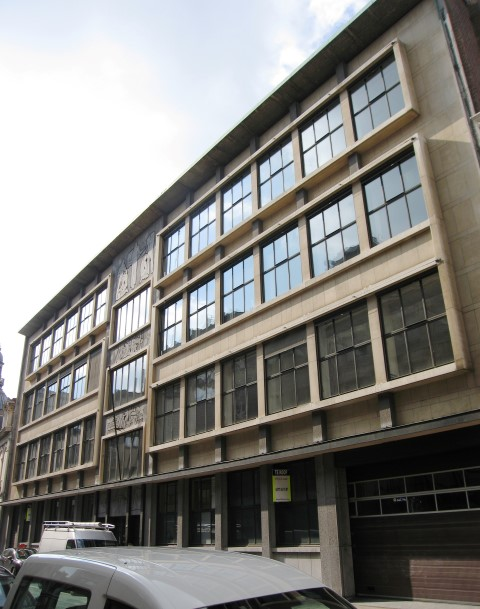
gevel Kipdorpvest
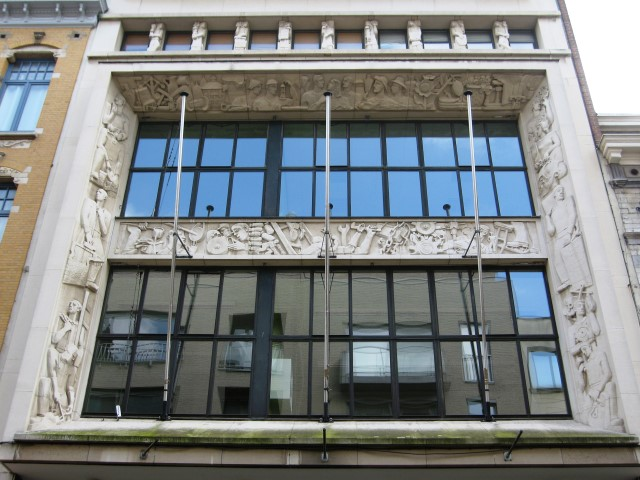
gevel Jezusstraat met reliëfbeeldhouwwerk van Remy Cornelissen
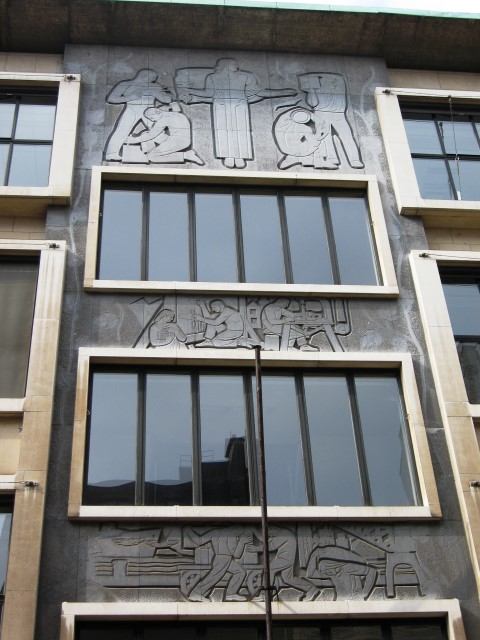
gevel Kipdorpvest met reliëfs van Cyriel De Brauwer